# 코로나바이러스 스파이크단백질
스파이크 당단백질(spike glycoprotein,S 또는 스파이크 단백질(spike protein) 또는 이전에는 E2)은 코로나바이러스에서 보여지는 4가지 주요 구조 단백질 중 가장 크다. 스파이크 단백질은 스파이크(spikes) 또는 페플로머(peplomers)라고 하는 큰 구조를 형성하는 삼량체(三量體, trimer)로 조립되며, 이는 비리온(virion)의 표면에서 돌출되어있다. 음성 염색(negative stain)방식의 투과 전자 현미경(TEM,transmission electron microscopy)을 사용하여 시각화했을 때 이러한 스파이크의 독특한 모양은 '태양 코로나를 회상'(recalling the solar corona)하여 바이러스 패밀리에 이름을 부여했다고 알려져있다.

## 코로나바이러스 그래픽모델
| |
| (예시)SARS-CoV-2 비리온 : ● 파란색: 바이러스 외피(E) ● 청록색: 스파이크 당단백질(S) ● 빨간색: 외피 단백질(E) ● 녹색: 막 단백질(M) ● 주황색: 글리칸(glycan) |

## SARS-CoV-2 델타 변이

델타 게놈 서열(Genomic sequence)[6]

## SARS-CoV-2 오미크론 변이

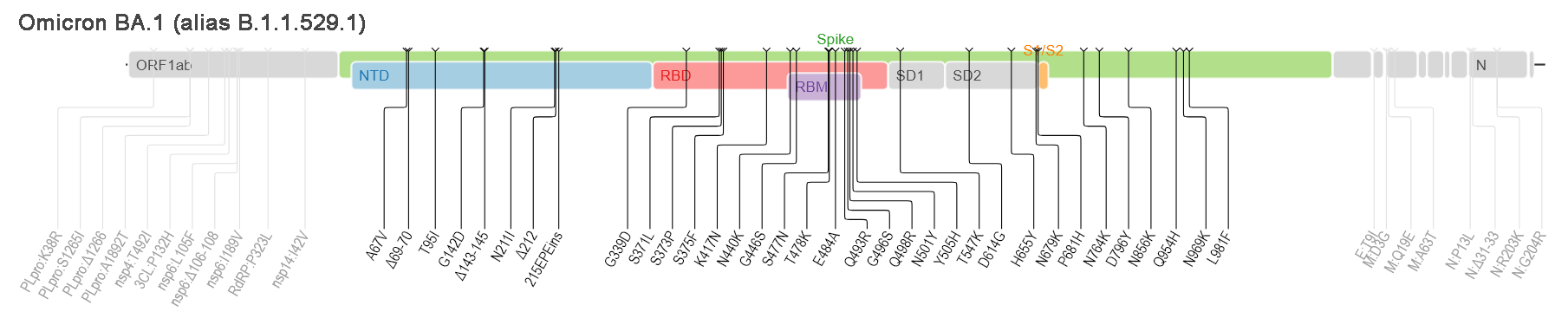
오미크론 게놈 서열(Genomic sequence)

## 같이 보기
- 뉴클레오캡시드